# 53.ª Brigada Mixta (Ejército Popular de la República)
La 53.ª Brigada Mixta fue una de las Brigadas Mixtas creadas por el Ejército Popular de la República para la defensa de la Segunda República Española durante la Guerra Civil Española. Estuvo presente en el Frente de Madrid durante toda la guerra.

## Historial
La unidad fue creada en enero de 1937, en el frente de Madrid, a partir de elementos de la antigua Agrupación «López Tovar». El primer jefe de la unidad fue el mayor de milicias Vicente López Tovar, con José Conesa Arteaga, de las JSU, como comisario.
La 53.ª Brigada Mixta se encuadró en la 7.ª División del VI Cuerpo de Ejército. Durante la mayor parte de la contienda la unidad permaneció situada en el frente de Madrid, guarneciendo un sector poco activo. El 9 de diciembre de 1938 el mayor de milicias López Tovar fue sustituido por el mayor de milicias Lucio Bueno Sánchez. En marzo de 1939, durante el golpe de Casado, se mantuvo fiel al gobierno; cuando las fuerzas casadistas se impusieron, cambiaron los mandos de la unidad. Permaneció en sus posiciones hasta finales de marzo de 1939, con el final de las hostilidades.

## Mandos
Comandantes
- Mayor de milicias Vicente López Tovar;[2]
- Mayor de milicias Lucio Bueno Sánchez;
- Mayor de milicias Roberto Gutiérrez Rubalcaba;

Comisarios
- José Conesa Arteaga,[2] de las JSU;

Jefes de Estado Mayor
- capitán de infantería Isaías Castillo Vicuña;
- capitán de milicias Pedro Hernáiz Marco;
- teniente de milicias Roberto Rodríguez Sellés;
- teniente de milicias Eduardo Aguenralde;